# Flucht nach Berlin
Flucht nach Berlin ist ein westdeutsches Filmdrama von Will Tremper aus dem Jahre 1960 über eine Flucht von der DDR über die damals, vor dem Mauerbau, noch „grüne“ Grenze in den Westen.

## Handlung
Deutschland 1960, ein Jahr vor dem Mauerbau:
Der ostdeutsche Bauer Hermann Güden hat von den staatlich angeordneten Schikanen der SED-Oberen genug. Er wird gemeinsam mit den anderen Bauern im Dorf massiv unter Druck gesetzt, im Rahmen der Zwangskollektivierung „freiwillig“ einer Landwirtschaftliche Produktionsgenossenschaft (LPG) beizutreten. Güden sieht weder die Chance, sich diesem Druck noch weiter erfolgreich entziehen zu können, noch, unter diesen Umständen in der DDR eine Zukunft für sich und seine Familie zu haben. Daher plant er schließlich die Flucht in den Westen. Güden schickt zunächst Frau (zur Tarnung in Trauerkleidung) und Kind nach West-Berlin und will so schnell es geht nachkommen. Doch die SED-Apparatschiks bekommen Wind von der Sache. Im Eifer des Gefechts überwältigt Güden den Parteigenossen Baade und flieht anschließend.
Auf einem ostdeutschen Autobahnrastplatz lernt er die Schweizer Modejournalistin Doris Lange kennen. Es gelingt ihm, sie zu überreden, ihn in ihrem Sportflitzer Marke Alfa Romeo ein Stück mitzunehmen. Als das Fahrzeug einen Unfallort passiert, wo ein Volkspolizist die Stopp-Kelle hebt, verliert Güden aus Angst, bei einer Dokumentenkontrolle verhaftet zu werden, die Nerven, greift der Schweizerin ins Lenkrad und gibt Vollgas. Damit hat er erst richtig auf sich aufmerksam gemacht. Nun kleben die motorisierten Volkspolizisten an dem Wagen der schockierten Fahrerin. Im Angesicht nackter Panik halten Doris und Hermann den Wagen an, springen aus ihm heraus und versuchen, sich in einem angrenzenden Wald zu verstecken. Die beiden nähern sich unter Komplikationen der Grenze, wobei ihnen verschiedene Menschen helfen, unter anderem, ohne es zu ahnen, ein Kellner einer HO-Gaststätte, der in einem Kommentar den Mauerbau vorwegnimmt: „Es fehlt nur noch, dass sie West-Berlin dicht machen …“ Güden und Lange planen, schwimmend West-Berlin zu erreichen.
Währenddessen ist dem SED-Mann Baade im Dorf weiteres Missgeschick widerfahren. Um die von der Kollektivierung betroffenen Bauern zu beruhigen, hat ihn die Partei anscheinend zum Sündenbock erkoren. Drei Genossen verdächtigen ihn, mit Güden gemeinsame Sache gemacht zu haben, entheben ihn für die Dauer der Untersuchung seiner Aufgaben und nehmen ihm den Personalausweis ab. Baade, ganz überzeugter Kommunist, will sich daraufhin auch nach Berlin aufmachen, aber nach Ost-Berlin, um sich, wie er sagt, „bei Ulbricht persönlich“ über die schreiende Ungerechtigkeit zu beschweren und um Rehabilitierung nachzusuchen. Doch nun wird er plötzlich von den eigenen Leuten verdächtigt, eine Flucht aus der DDR zu planen. Baade verschlägt es durch unglückliche Umstände an die Grenze von Sacrow (Bezirk Potsdam) zu West-Berlin. Dort trifft er im Grenzgebiet zufällig auf Güden und Lange. Zunächst kämpfen Baade und Güden gegeneinander, aber als ein Grenzpolizist aufmerksam wird, ringt Baade diesen nieder und fordert Güden und Lange auf, in den Westen zu schwimmen. Ob die beiden dort ankommen und wie das weitere Schicksal Baades verläuft, bleibt offen.

## Produktionsnotizen
Flucht nach Berlin entstand ab Ende September 1960. Die Dreharbeiten fanden in Berlin-Wannsee (Pfaueninsel) sowie auf Autobahnabschnitten rund um Bad Hersfeld statt. Bahnhofsszenen wurden auch in Petershagen gedreht. Der fiktive Ort ist in Wirklichkeit das Dorf Wölf bei Eiterfeld. Es wirken in diesem Film einige Ortsansässige mit. So wurden zum Beispiel der Wirt, die Bedienung und auch der Volkspolizist von Bewohnern des Ortes dargestellt, der Pfarrer wurde vom tatsächlichen Ortspfarrer gespielt. Die Uraufführung war am 17. März 1961. Zweieinhalb Jahre später, am 12. August 1963, wurde der Film aus Anlass des zweiten Jahrestags des Mauerbaus im ZDF zum ersten Mal im Fernsehen gezeigt.
Flucht nach Berlin war nach Postlagernd Turteltaube, Weg ohne Umkehr und Himmel ohne Sterne erst der vierte bundesdeutsche Film, der sich des brisanten Themas der deutsch-deutschen Teilung annahm.
Der gebürtige Bulgare Narziss Sokatscheff, der den flüchtigen Bauern Güden spielt, gab hier sein Debüt vor der Kamera. Esther Dayan-Ulivelli war als Schnittassistentin an dem Film beteiligt.
Am 17. April 2015 wurde erstmals eine DVD mit viel Bonusmaterial und einem alternativen Ende auf dem Label „Darling Berlin“ veröffentlicht.

## Auszeichnungen
Das Filmband in Gold ging am 25. Juni 1961 an Christian Doermer als bester Nachwuchsschauspieler und an Peter Thomas für die beste Filmmusik.

## Kritiken
Der Spiegel schrieb in seiner Kritik vom 29. März 1961 auf Seite 90: „Will Tremper, Drehbuchautor („Nasser Asphalt“) und Skandalchronist („Deutschland, deine Sternchen“), versucht sich als Regie-Debütant am Thema DDR. Die Exposition – ein Dorf im Zeichen des Bauernlegens – ist ihm vorzüglich geglückt, und auch später verraten kurze Momente die intime Kenntnis des Produzenten, Autors und Regisseurs von Zonenzuständen und -mentalität. Die Grundzüge der Handlung aber, die Flucht eines Bauern und eines SED-Funktionärs, sind nach schlimmsten Kintopp-Vorbildern gemodelt, so daß in dem billig gefertigten Film schließlich bloße Reißer-Effekte vorherrschen.“
Filme 1959/61, das Handbuch VI der katholischen Filmkritik, meinte: „Der 1960 gedrehte Film ist ein Zeitdokument von atmosphärischer Dichte. Obschon nicht frei von Verzeichnungen und einer wertmindernden reißerischen Abenteuerlichkeit darf er – im ersten Teil – als sehenswert gelten.“
Das Lexikon des internationalen Films befand: „Das im Kino selten behandelte Thema ‚Zonenflucht‘, bildwirksam und aufregend dargestellt an Situationen und Einzelschicksalen in der DDR, die sich zwangsläufig miteinander verknüpfen. Ein interessantes Zeitdokument.“